# 林錦
林錦，字彥章，連江人。明朝官吏。
景泰初年，由鄉貢授合浦訓導，提供平定當地瑤寇方略，為巡撫葉盛所奇，命代理靈山縣事。之後設柵防守，抵禦寇亂。任期滿後離開，當地百姓稱：「公去，賊復至，誰禦者？」均悉數逃亡山中。之後下詔任期為靈山知縣，民復來歸。天順年間，率眾攻破敵軍羅禾水、黃姜嶺、新莊，平定賊亂，建立土城。成化元年，恰逢廉州被賊軍攻陷，命其試廉州知府，在任期間平定賊亂，保境安民。成化四年，上級官員交相舉薦，之後擔任按察使僉事、副使。